# Rami Malek díjai és jelölései
Rami Malek amerikai színészt 2016 óta 27 díjra jelölték, melyből tizenhármat nyert el.

## Fontosabb díjak

### BAFTA-díj
| Év   | Jelölés         | Kategória                | Eredmény | Hiv.        |
| ---- | --------------- | ------------------------ | -------- | ----------- |
| 2019 | Bohém rapszódia | Legjobb férfi főszereplő | Elnyerte | [ 1 ] [ 2 ] |

### Golden Globe-díj
| Év   | Jelölés         | Kategória                               | Eredmény | Hiv.  |
| ---- | --------------- | --------------------------------------- | -------- | ----- |
| 2016 | Mr. Robot       | Legjobb férfi főszereplő (drámasorozat) | Jelölve  | [ 3 ] |
| 2017 | Mr. Robot       | Legjobb férfi főszereplő (drámasorozat) | Jelölve  | [ 4 ] |
| 2019 | Bohém rapszódia | Legjobb férfi főszereplő (filmdráma)    | Elnyerte | [ 5 ] |

### Oscar-díj
| Év   | Jelölés         | Kategória       | Eredmény | Hiv.        |
| ---- | --------------- | --------------- | -------- | ----------- |
| 2019 | Bohém rapszódia | Legjobb színész | Elnyerte | [ 6 ] [ 7 ] |

### People's Choice Awards
| Év   | Jelölés | Kategória                  | Eredmény | Hiv.  |
| ---- | ------- | -------------------------- | -------- | ----- |
| 2017 | N/A     | Kedvenc kábeltévés színész | Jelölve  | [ 8 ] |

### Emmy-díj
| Év   | Jelölés   | Kategória                                | Eredmény | Hiv.  |
| ---- | --------- | ---------------------------------------- | -------- | ----- |
| 2016 | Mr. Robot | Legjobb férfi főszereplő drámasorozatban | Elnyerte | [ 9 ] |

### Satellite Awards
| Év   | Jelölés         | Kategória                                  | Eredmény | Hiv.   |
| ---- | --------------- | ------------------------------------------ | -------- | ------ |
| 2016 | Mr. Robot       | Legjobb színész televíziós drámasorozatban | Jelölve  | [ 10 ] |
| 2017 | Mr. Robot       | Legjobb színész dráma / zsánersorozatban   | Jelölve  | [ 11 ] |
| 2019 | Bohém rapszódia | Legjobb színész (vígjáték / musical)       | Elnyerte | [ 12 ] |

### Screen Actors Guild-díj
| Év   | Jelölés         | Kategória                        | Eredmény | Hiv.          |
| ---- | --------------- | -------------------------------- | -------- | ------------- |
| 2016 | Mr. Robot       | Legjobb színész (drámasorozat)   | Jelölve  | [ 13 ] [ 14 ] |
| 2017 | Mr. Robot       | Legjobb színész (drámasorozat)   | Jelölve  | [ 15 ]        |
| 2019 | Bohém rapszódia | Legjobb szereplőgárda (mozifilm) | Jelölve  | [ 16 ]        |
| 2019 | Bohém rapszódia | Legjobb férfi főszereplő         | Elnyerte | [ 16 ]        |

## Egyéb díjak

### AACTA-díj
| Év   | Jelölés         | Kategória                    | Eredmény | Hiv.   |
| ---- | --------------- | ---------------------------- | -------- | ------ |
| 2019 | Bohém rapszódia | Legjobb színész (nemzetközi) | Elnyerte | [ 17 ] |

### Critics' Choice Television Awards
| Év   | Jelölés   | Kategória                       | Eredmény | Hiv.   |
| ---- | --------- | ------------------------------- | -------- | ------ |
| 2016 | Mr. Robot | Legjobb színész drámasorozatban | Elnyerte | [ 18 ] |
| 2017 | Mr. Robot | Legjobb színész drámasorozatban | Jelölve  | [ 19 ] |

### Critics' Choice Movie Awards
| Év   | Jelölés         | Kategória       | Eredmény | Hiv.   |
| ---- | --------------- | --------------- | -------- | ------ |
| 2019 | Bohém rapszódia | Legjobb színész | Jelölve  | [ 20 ] |

### Dorian Awards
| Év   | Jelölés   | Kategória                                      | Eredmény | Hiv.          |
| ---- | --------- | ---------------------------------------------- | -------- | ------------- |
| 2016 | Mr. Robot | Az év televíziós előadása (színész)            | Jelölve  | [ 21 ] [ 22 ] |
| 2016 | Mr. Robot | "We're Wilde About You!" felemelkedő sztár díj | Jelölve  | [ 21 ] [ 22 ] |

### Gold Derby Awards
| Év   | Jelölés   | Kategória                                       | Eredmény | Hiv.   |
| ---- | --------- | ----------------------------------------------- | -------- | ------ |
| 2016 | N/A       | Az év legjobb áttörő sikert arató előadóművésze | Elnyerte | [ 23 ] |
| 2016 | Mr. Robot | Legjobb színész drámában                        | Elnyerte | [ 23 ] |
| 2016 | N/A       | Az év legjobb előadóművésze                     | Jelölve  | [ 23 ] |
| 2017 | Mr. Robot | Legjobb színész drámában                        | Jelölve  | [ 24 ] |

### Online Film & Television Association
| Év   | Jelölés   | Kategória                       | Eredmény | Hiv.   |
| ---- | --------- | ------------------------------- | -------- | ------ |
| 2016 | Mr. Robot | Legjobb színész drámasorozatban | Elnyerte | [ 25 ] |

### Palm Springs Nemzetközi Filmfesztivál
| Év   | Jelölés         | Kategória     | Eredmény | Hiv.   |
| ---- | --------------- | ------------- | -------- | ------ |
| 2018 | Bohém rapszódia | Átütő előadás | Elnyerte | [ 26 ] |

### Television Critics Association
| Év   | Jelölés   | Kategória             | Eredmény | Hiv.   |
| ---- | --------- | --------------------- | -------- | ------ |
| 2016 | Mr. Robot | Egyéni siker drámában | Jelölve  | [ 27 ] |